# Carme Martí i Riera
Carme Martí i Riera   (Sant Quirze de Besora, 24 de juny de 1872 - Sant Vicenç de Montalt, 16 de gener de 1949) fou una modista i empresària catalana, creadora del sistema de patronatge Martí.
Filla d'una modista, ella mateixa va fer d'aprenent en diversos tallers de costura, en una època en què es tallava el teixit a sobre del cos i calia fer-hi molts retocs. Va idear un sistema de patronatge senzill i precís, el «Sistema Martí», que patentà, i que permetia fer vestits a mida per mitjà de l'elaboració prèvia de patrons adaptables.
Va fundar també l'Institut Central del Sistema Martí, encara existent, que serví per formar moltes modistes en aquest sistema de patronatge, facilitant-los una capacitació i professionalitat que fins aleshores no havien tingut. El sistema es difongué arreu del país i donà lloc a la creació d'un gran nombre d'escoles i acadèmies que aplicaven el seu mètode. La seva acadèmia de patronatge estigué situada inicialment al carrer dels Banys Nous de Barcelona, i al 1908, es traslladà al número 59 del Passeig de Gràcia, mentre el seu mètode de patronatge s'expandia i feia obrir noves acadèmies a la ciutat, arreu del país i més enllà. Així, l’any 1896 hi havia a Barcelona 13 acadèmies «de corte», entre les quals la de Carme Martí; dos anys més tard, el nombre d’acadèmies de modisteria –que no de sastreria– era de 30 i l’any següent, el 1899, eren ja 43, en un creixement sostingut que no s'aturà en els anys següents.

## Publicacions
Autora d'una cinquantena d'obres, publicà el mètode de patronatge El Corte Parisien (1896) i després el Sistema Martí (1896). El 1913 publicà la Cartera de patrons graduables, una col·lecció periòdica de patrons fets amb els models dels dissenyadors més prestigiosos de París. És autora també del llibre El traje histórico femenino, una història de la moda des d'Egipte fins a l'actualitat (1940).

## Reconeixements
Rebé nombrosos premis i reconeixements en exposicions internacionals d’alta costura, entre els quals a les Fires Internacionals de París (1914) i Londres (1924).
L'any 2018, en la primera edició dels Premis MODA-FAD es va retre homenatge a Carme Martí Riera, com a figura clau en la història de la moda al nostre país.